# Elizabeth Monk
Elizabeth Carmichael Monk est une avocate québécoise née le 4 août 1898 à Montréal et morte le 26 décembre 1980 dans la même ville. Elle est notamment connue pour avoir été parmi les premières femmes admises au Barreau du Québec en 1942.

## Biographie

### Formation
Elizabeth Monk est élève de la High School of Montreal. Ses études universitaires commencent à l'Université McGill ; elle y décroche la Médaille académique du Gouverneur général en 1919 pour son Bachelor of Arts en langues modernes. Elle obtient une bourse et passe son Master of Arts au Radcliffe College dans la Massachusetts. Elle décroche une autre bourse et part étudier au Somerville College de l'université d'Oxford. À son retour, elle passe une licence en droit civil à l'Université McGill en 1923 et obtient la médaille d'or. Les lois provinciales du Québec ne lui permettant pas d'y passer le barreau, elle est admise au barreau de Nouvelle-Écosse en 1934. Elle y est finalement admise en 1942.

### Carrière juridique
Au début de sa carrière, Elizabeth Monk fait partie de diverses organisations de défense des droits des femmes. En 1927, elle cofonde le University Women's Club of Montreal et en est la présidente de 1932 à 1938. Elle est également trésorière de la Fédération canadienne des femmes diplômées des universités pendant six ans et est conseillère juridique pour la Ligue des droits de la femme. Grâce à son travail à la Ligue des droits de la femme, elle soumet un mémoire à la Commission Rowell-Sirois (1937-1938) sur les relations fédérales-provinciales. Dans son rapport, elle souligne un bon nombre d'injustices subies par les femmes et les attribue à leur exclusion de la politique provinciale. À l'époque, les femmes ne pouvaient ni voter ni se présenter à des fonctions publiques au Québec, ce qui les rendait inéligibles aux postes fédéraux, même si elles étaient assujetties aux mêmes devoirs civiques que les hommes, comme le paiement des impôts. Elle conclut son rapport en demandant au gouvernement canadien d'inclure dans la Constitution du Canada une déclaration condamnant explicitement la discrimination fondée sur le sexe et l'origine ethnique,.
En 1955, elle devient la première québécoise à recevoir le titre de conseillère du roi.

### Carrière politique
En 1940, Elizabeth Monk est devenue l'une des premières femmes à siéger au conseil municipal de Montréal en tant que déléguée du Comité des citoyens de Montréal,. Un amendement de la loi sur les cités et villes l'année suivante permet aux femmes de voter aux élections municipales et d'y être candidates.

## Hommage
Le 8 mars 2019, à l'occasion de la Journée internationale des femmes, elle est officiellement reconnue comme personnage historique par le Gouvernement du Québec, qui la décrit comme une « pionnière de l'accession des femmes québécoises à la profession juridique ».

## Distinction
- 1980 : Prix du Gouverneur général en commémoration de l'affaire « personne »[8].